# Puerto Capaz
Puerto Capaz (en árabe: لجبهة‎, en lenguas bereberes: Tanyart, en francés: El Jebha) es una localidad cabecera del municipio marroquí de M'tioua, en la región de Tánger-Tetuán-Alhucemas. Desde 1912 hasta 1956 perteneció a la zona norte del Protectorado español de Marruecos.

## Toponimia
El nombre árabe de la localidad deriva de la localización al pie de un grupo de montañas. Su significado proviene del árabe la cual significa «frente». Las montañas que rodean a Puerto Capaz se acomodan de tal manera que este aparenta ser la frente de la cadena montañosa.
En castellano debe su topónimo al comandante Osvaldo Capaz, militar español de la época del Protectorado.

## Economía
Las dos principales actividades de ingreso son la pesca y el comercio; como uno de los principales pueblos costeros alrededor del área Puerto Capaz tiene su propio puerto donde los botes pesqueros, pequeños y grandes, anclan. Además el puerto le da la bienvenida y es usado por ciudadanos europeos, quienes van pasando por el área en tours alrededor del mar mediterráneo. Seguido por la pesca también hay una creciente cultura de comercio. Las funciones administrativas y el puerto son las dos principales razones por las cuales la gente considera visitar Puerto Capaz, por lo cual los residentes están comenzando a hacer uso del comercio dentro del pueblo. Al mismo tiempo su ubicación a través de la rivera, agrega popularidad como centro del distrito M'tioua.
El día más importante de la semana es sin duda alguna el martes, el cual es también conocido como Tlatha. En este día la gente de todo el distrito viaja a Puerto Capaz para hacer sus compras semanales. Todas las tiendas se encuentran saturadas, en el mercado encuentras los productos nuevos y frescos; los estilistas se encuentran lidiando con grandes líneas esperando por servicio, y las calles se encuentran llenas de coches.

## Playas

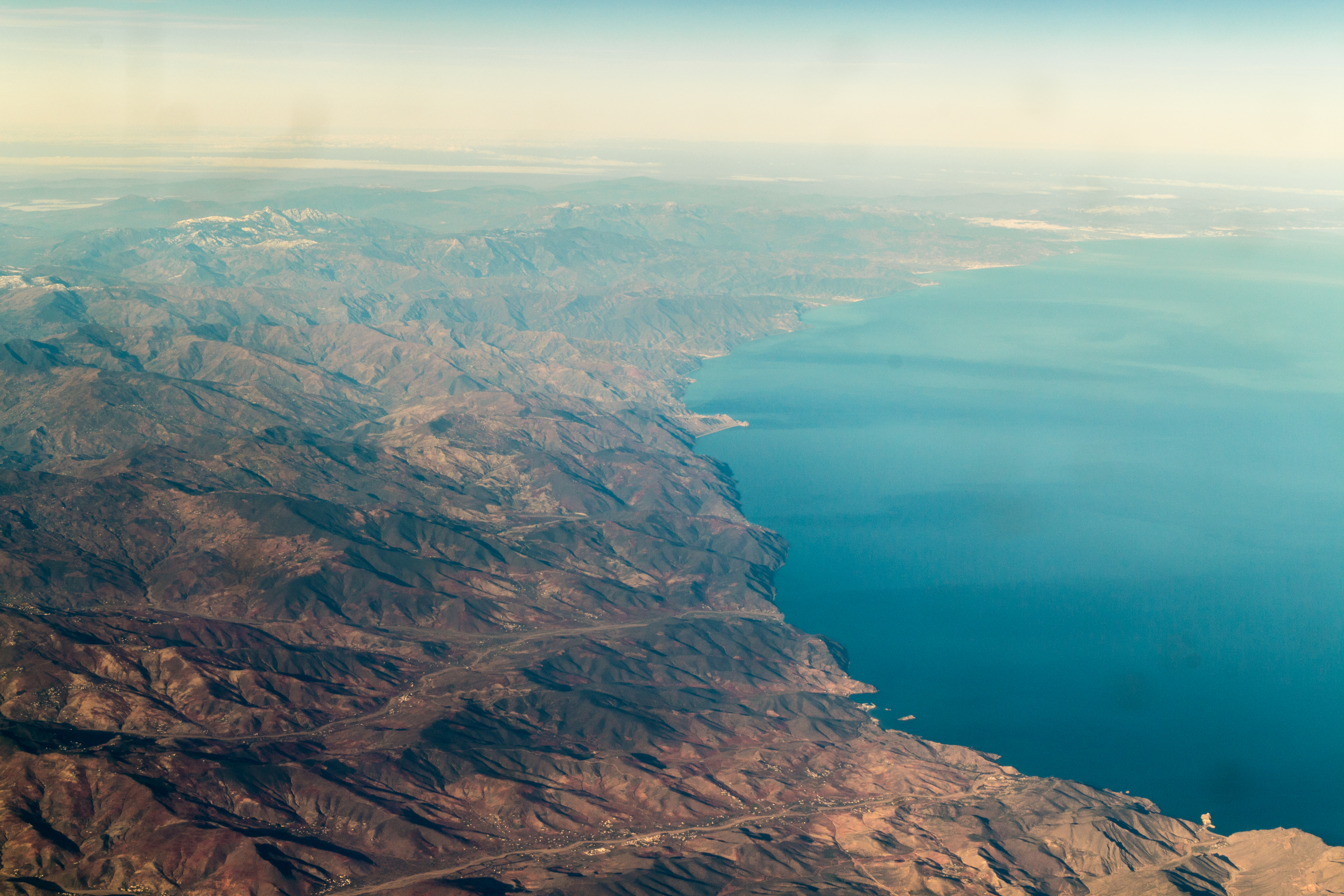
Costa mediterránea de Marruecos. Foto aérea de Bades sobre Puerto Capaz a Tetuán con los montes Rif.

Debido a que los caminos que llevan a Puerto Capaz son muy difíciles de transitar, la línea costera ha permanecido relativamente sin daño por el paso del tiempo. El ecosistema de Puerto Capaz es conocido por sus playas limpias y naturales, las cuales parecen tener apariencia diferente unas de otras. Las bahías en la parte trasera de la montaña este son ideales para disfrutar del sol y las playas se encuentran solitarias.
Por otro lado las playas al oeste de Puerto Capaz son más accesibles y se caracterizan por una arena áspera y gris; es por esta razón que estas son más utilizadas que las del lado este.

## Mezquita
Además del puerto y las playas, otra característica que distingue a Puerto Capaz es la mezquita. Durante la última década[¿cuándo?], Puerto Capaz ha experimentado un incremento tanto en su tamaño como en el número de habitantes. Esto llevó a que las mezquitas no pudieran soportar el aumento en la población, por lo tanto estas se encontraban sobresaturadas por esta razón una nueva mezquita fue construida; dicha construcción se llevó a cabo considerando la tradición de los lugares costeros en Marruecos. Esto significa que el color blanco permaneció tanto en el diseño de los interiores como el exterior del edificio.